# Бей Юймін
Бей Юймін (кит.: 貝聿銘, англ. Ieoh Ming Pei; 26 квітня 1917 — 16 травня 2019) — американський архітектор китайського походження. Вчився в Массачусетському технологічному інституті і в Гарвардському університеті у Вальтера Гропіуса. Продовжувач традицій «інтернаціонального стилю» Міс ван дер Рое. Один з п'яти перших лауреатів Прітцкерівської премії.

## Біографія
Бей Юймін народився на півдні Китаю в провінції Гуандун. У 17 років він вирушив до США на навчання. Його батько сподівався, що він вчитиметься бухгалтерської справи. Але сам Бей Юймін, зваживши на свої схильності, вступив на архітектурний факультет Університету штату Пенсильванія в США. За словами Бей Юйміна, його інтерес до архітектури з'явився тоді, коли він, ще зовсім молодий, побачив найвищу в Шанхаї будівлю — двадцятиповерховий готель Гоцзі.
У перші роки в США консервативні погляди викладачів Університету штату Пенсильванія дуже розчарували Бей Юйміна. Він перевівся на архітектурний факультет Гарвардського університету, а потім вчився у Массачусетсі.
У 1948 році Бей Юймін увійшов до архітектурних кругів США. Він розробив немало проєктів адміністративних і житлових будівель, що допомогло йому згодом здобути популярність у США, яка заклала міцний фундамент для його майбутньої успішної діяльності. А будівля «Державного центру з дослідження атмосфери», побудована в 60-ті роки в долині штату Колорадо, стала першим досвідом у проєктуванні громадських будівель.
1979 рік був названий у США роком Бей Юйміна. Архітектурний інститут США того ж року вручив йому золоту медаль.

## Найбільші роботи
- 1962 — Плас Віль-Марі, Монреаль
- 1968 — Худжній музей Еверсон, Сірак'юс
- 1971 — Харбор-тауерс, Бостон
- 1973 — Художній музей ім. Херберта Джонсона, Корнельский університет
- 1974 — Східне крило Національної галереї мистецтв, Вашингтон
- 1975 — Офіс банка OCBC, Сінгапур
- 1976 — Джон-Хенкок-тауер, Бостон
- 1978 — Художній музей Індіанского університету
- 1979 — Бібліотека ім. Джона Кеннеді, Бостон
- 1979 — Світовий торговий центр, Балтимор
- 1980 — Рафлс-сіті, Сінгапур
- 1982 — Вежа Банку Китаю, Гонконг
- 1986 — Фаунтейн-плейс, Даллас
- 1987 — Банк Америки, Маямі
- 1989 — Піраміда Лувра, Париж
- 1990 — Гейтуей, Сінгапур
- 1991 — Музей Міхо, Кіото
- 1995 — Зал слави рок-н-ролу, Клівленд
- 1999 — Музей сучасного мистецтва, Люксембург
- 2002 — Башта EDF, Дефанс, Париж
- 2004 — Музей ісламського мистецтва, Доха

## Галерея робіт

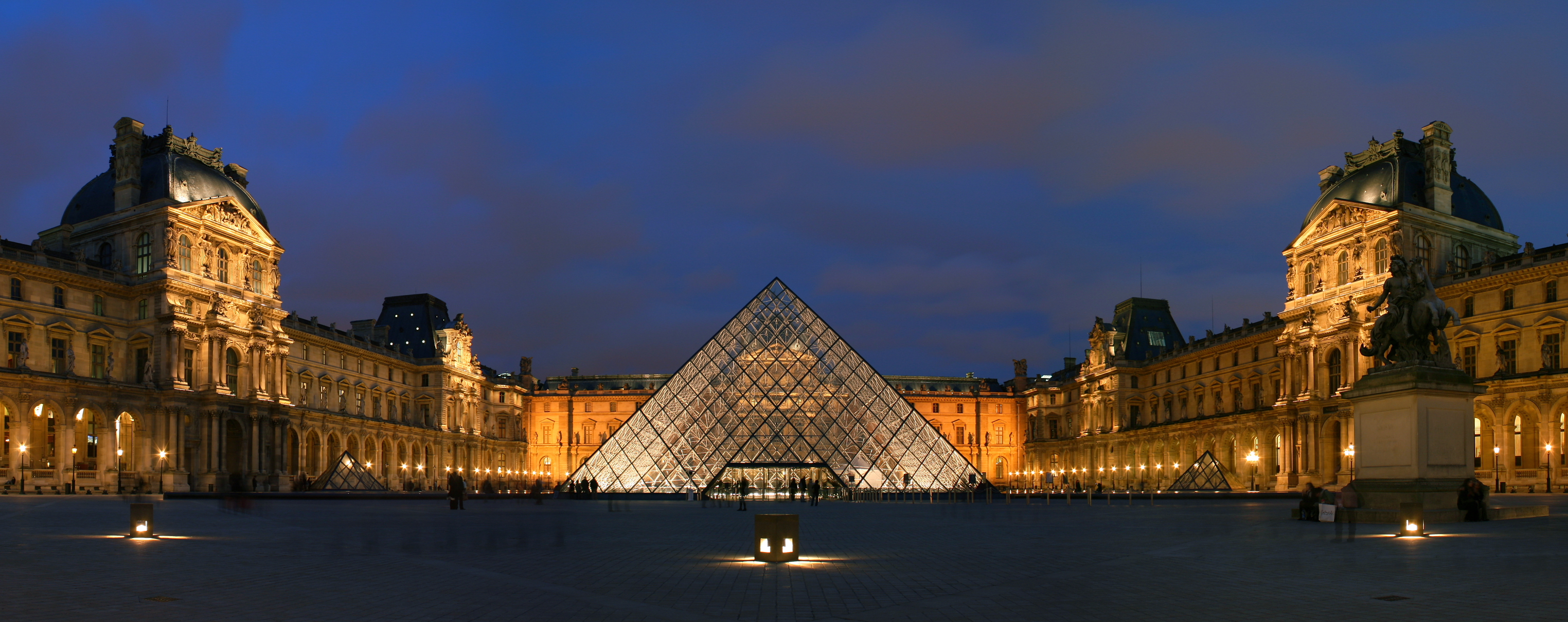
Піраміда Лувра (1989)
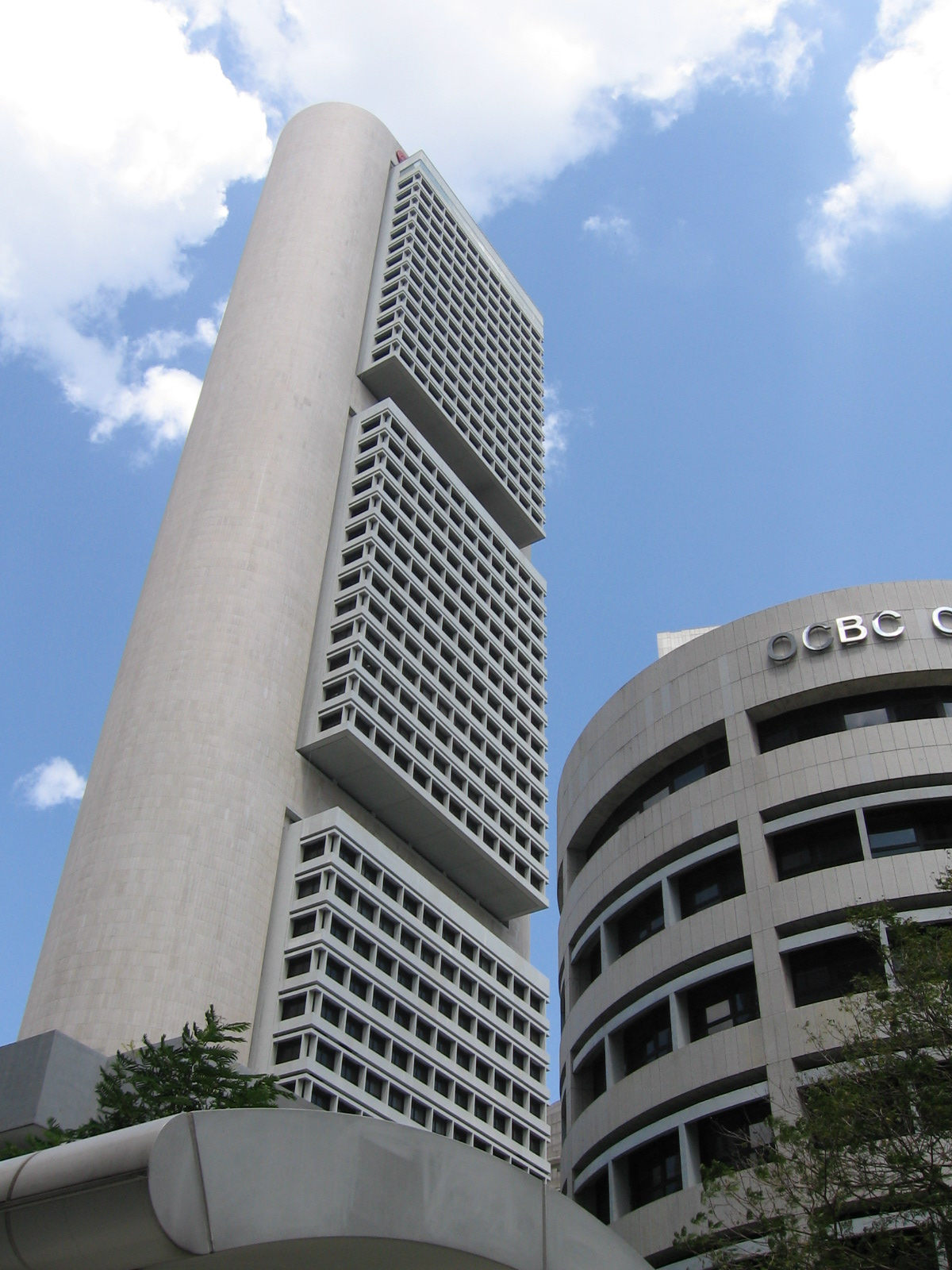
Банк OCBC в Сінгапурі
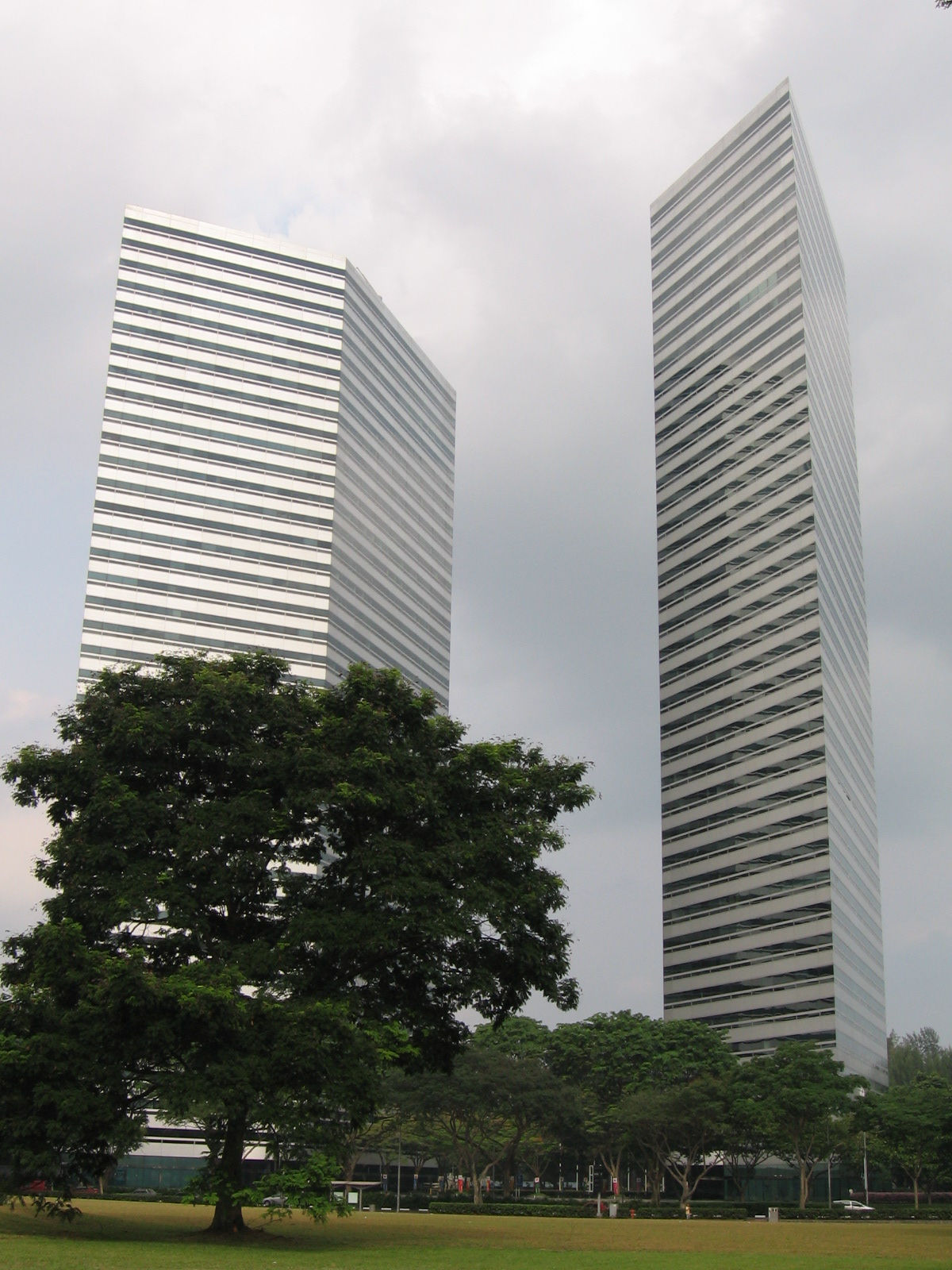
Ґейтвей в Сінгапурі
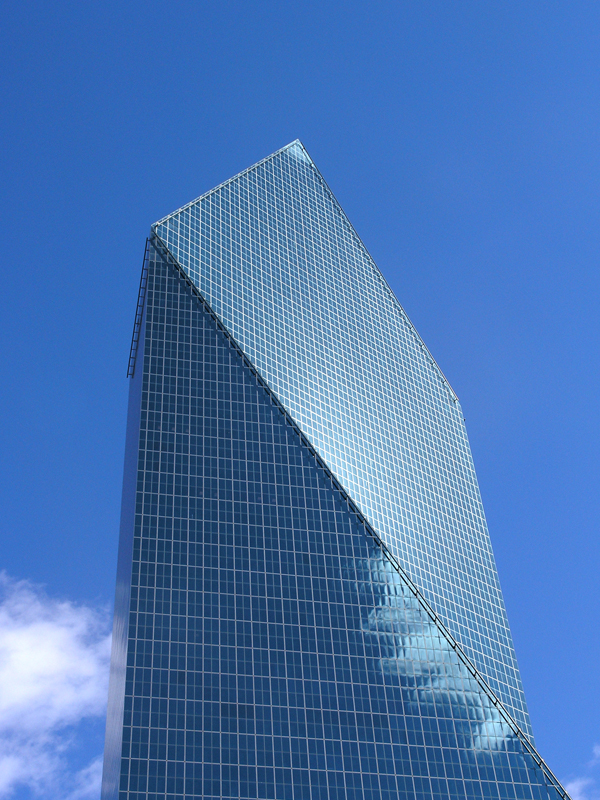
Фаунтейн-плейс в Далласі
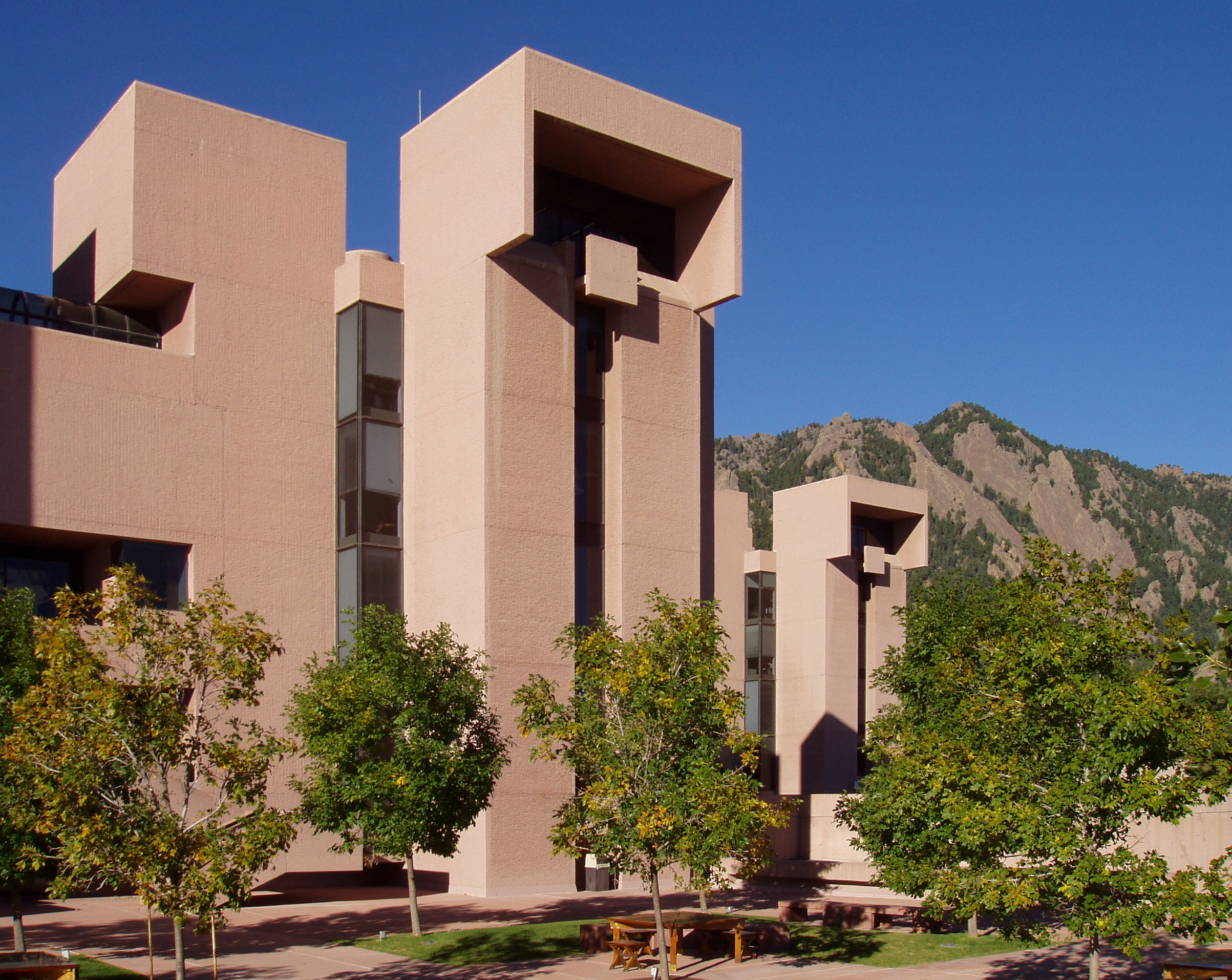
Національний центр атмосферних досліджень, Булдер, Колорадо
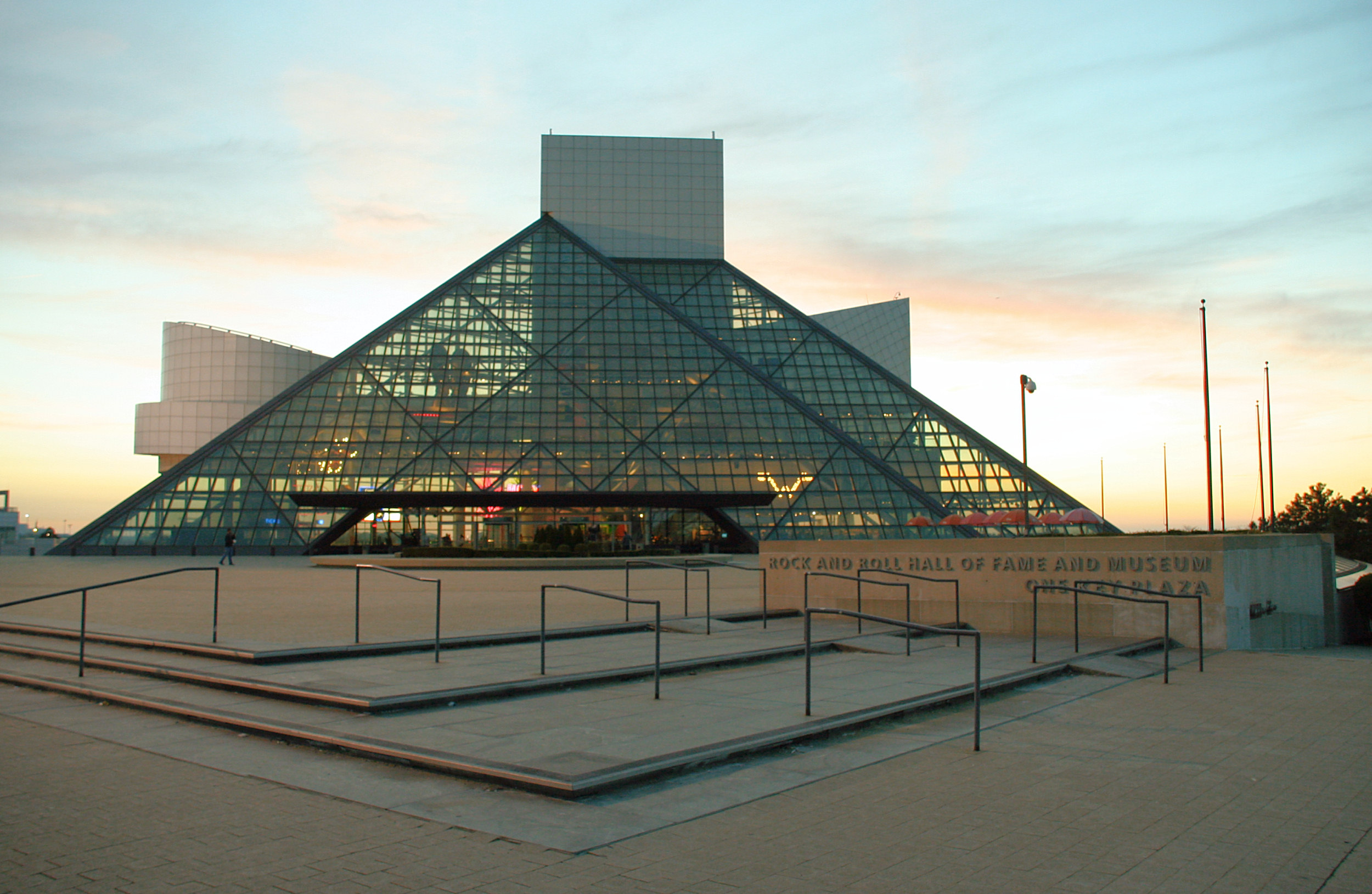
Зал слави рок-н-роллу